# Can Moragues (Sabadell)
Can Moragues és una masia de Sabadell (Vallès Occidental) inclosa a l'Inventari del Patrimoni Arquitectònic de Catalunya.

## Descripció
Masia amb teulades a dues vessants que donen aigües a les façanes laterals. Està construïda en bona part amb tàpia encofrada. Té dues finestres renaixentistes i dues portes adovellades. La façana està protegida per un ampli ràfec de cinc fileres de rajols i teules. L'era està tancada en un clos.

## Història
La propietat rústica dels Moragues estava enclavada entre els termes de Jonqueres, Sant julià d'Altura i Castellar del Vallès i comprenen diversos masos, entre els quals hi ha el propi Can Moragues. En Miquel Moragues era propietari del mas l'any 1648. El darrer fou en Jacint Moragues Pomapi, que el vengué a carta de gràcia el dia 21 d'agost de l'any 1864 a Isidor Pons Ponsà.